# ResearchGate
ResearchGate – międzynarodowy, bezpłatny serwis społecznościowy, skierowany do naukowców wszystkich dyscyplin.

## Opis
Na portalu zarejestrowało się ponad 4 miliony użytkowników ze 193 państw.
ResearchGate został założony w 2008 roku przez Ijada Madischa i Sörena Hofmayera, studentów medycyny. Siedziba firmy znajduje się w Berlinie.
Strona internetowa oferuje swobodny dostęp do serwisów Web 2.0. Baza danych ResearchGate zawiera ponad 67 milionów haseł. Użytkownicy tworzą prywatny profil, na którym mają możliwość opublikowania własnych prac naukowych, wykładów, referatów i artykułów. ResearchGate posiada także wiele funkcji charakterystycznych dla serwisów społecznościowych: możliwość wymiany wiadomości w sieci, utrzymywanie kontaktów z innymi użytkownikami na forach internetowych, tworzenie blogu oraz udział w wirtualnych grupach dyskusyjnych, których liczba przekroczyła już 1100. Wiele organizacji naukowych takich jak International Academy of Life Sciences (IALS) lub European Science Foundation korzysta z platformy ResearchGate jako narzędzia do komunikacji pomiędzy swoimi członkami.
Przy poszukiwaniu literatury naukowej, internauci mogą korzystać z takich baz danych jak: PubMed, ArXiv, IEEE, CiteSeer, czy NASA Library. ResearchGate umożliwia archiwizowanie własnych publikacji (Self-Archiving), korzystanie z wirtualnej biblioteki (Virtual Library), oraz tworzenie tzw. Microarticles, czyli abstraktów do 306 słów. Dodatkowo użytkownicy korzystają z aplikacji Similar Abstract Search Engine (SASE), która przeprowadza semantyczną analizę wybranego abstraktu w celu odszukania powiązanych z nim artykułów.
Ponadto w zakładce ResearchJobs znajdują się oferty pracy w branży naukowej. Wyszukiwanie jest ułatwione za pomocą takich kategorii jak: słowo klucz, stanowisko, branża, czy państwo.